# Loturi (okręg Ardżesz)
Loturi – wieś w Rumunii, w okręgu Ardżesz, w gminie Schitu Golești. W 2011 roku liczyła 300 mieszkańców.